# 黄汉
黄汉（1915年—2004年），原名黄生甫，男，原籍浙江鄞县，生于上海，中国电影剪辑师、导演，曾任中国电影家协会理事。